# Nvu
Nvu (pronuncia-se n-view) é um editor HTML, estilo  WYSIWYG, de código livre e produzido pela Linspire. Disponível para Linux, MacOS e Windows. O objetivo dos seus criadores é desenvolver um equivalente ao Microsoft FrontPage e ao Dreamweaver, de livre uso e distribuição: um software livre. O Nvu é baseado no Composer, um editor HTML integrante do Mozilla e Netscape.
Além de permitir a verificação do HTML junto da W3C, ter uma ferramenta de limpeza de códigos, e um excelente construtor de tabelas. Ele peca pela falta de recursos mais refinados, como a possibilidade de se trabalhar com frames e plugins, e um conjunto de templates. Porém aceita que esses recursos, assim como os applets Java, e expressões php, sejam anexados via código, à sua página de edição.
Para quem tem conhecimento em HTML, páginas complexas podem ser criadas pela engine gráfica, contudo para quem está acostumado a interfaces gráficas maleáveis, os recursos se limitam a criação de páginas simples. 
- Como o desenvolvimento do NVU foi estagnado, o programa foi continuado por outras pessoas com o nome de KompoZer.

## Conhecendo o Programa
Os usuários desse programa acreditam que a sua interface, a facilidade e a ideia de não precisar de escrever nenhum código, faz desse editor de HTML superior ao FrontPage, Dreamweaver entre outros editores. Esse editor criou uma rivalidade entre os editores de HTML pagos e já inclusos nas plataformas, tanto seja ela Windows, MacOS e Linux.

## Versões
- 0.1 - 4 de Fevereiro de 2004
- 0.20 - 25 de Março de 2004
- 0.3 - 11 de Junho de 2004
- 0.4 - 10 de Agosto de 2004
- 0.5 - 6 de Outubro de 2004
- 0.6 (1.0b) - 26 de Novembro de 2004
- 0.7 (1.0b2) - 6 de Janeiro de 2005
- 0.8 (1.0b3) - 2 de Fevereiro de 2005
- 0.81 - 9 de Fevereiro de 2005
- 0.90RC1 - 4 de Março de 2005
- 0.90 - 11 de Março de 2005
- 1.0PR - 5 de Abril de 2005
- 1.0 - 28 de Junho de 2005